# Tajemnica Edwina Drooda
Tajemnica Edwina Drooda (ang. The Mystery of Edwin Drood) – piętnasta i ostatnia nieukończona powieść Karola Dickensa, zmarłego nagle w czerwcu 1870 roku, po wykańczającym tournée, przedstawiającym publicznie jego dwanaście powieści. Jedynie sześć z dwunastu zaplanowanych ksiąg zostało wydanych przez Chapman and Hall, od kwietnia do września 1870 roku, z ilustracjami Samuel Luke Fidles, okładką zaprojektowaną przez Charles Allston Collins.

## Bohaterowie książki
- Edwin Drood, sierota zamierzający poślubić Rosa Bud.
- Rosa Bud, sierota przeznaczona przez testament Edwinowi Drood.
- John Jasper, dyrygent chóru i kantor w katedrze Cloisterham, anonimowy klient palarni opium.
- Neville et Helena Landlees, bliźniaki sieroty.
- Reverend Septimus Crisparkle, drugi kanonik w katedrze Cloisterham.
- Mr (Hiram) Grewgious, adwokat w Londynie, opiekun Rosa Bud.
- Mr Bazzard, sekretarka i autorka sztuki teatralnej. Znika z Cloisterham kiedy pojawia się Datchery.
- (Stony) Durdles, murarz, szlifierz.
- Deputy, kryptonim gwarantujący anonimowość.
- Dick Datchery, przejezdny cudzoziemiec, pojawiający się po zniknięciu Edwina, mieszkający u Mrs Tope.
- Princess Puffer, dzierżawca palarni opium w Londynie.
- Mr Thomas Sapsea, mer Cloisterham.
- Mr Tope, kościelny.
- Mrs Tope, małżonka kościelnego.
- Miss Twinkleton, dyrektorka szkoły katolickiej do której uczęszcza Rosa.
- Mrs Tisher, zastępca i pomocnik Miss Twinkleton.
- Mrw Crisparkle, wdowa, matka przełożona Crisparkle.
- Mr Honeythunder, opiekun Neville et Helena Landless.
- Mr Tartar, emerytowany oficer marynarki.
- Mrs Billickin, daleka kuzynka Mr Bazzard.